# Abú Dhabí Tour
Abú Dhabí Tour byl mužský etapový cyklistický závod konaný ve Spojených arabských emirátech mezi lety 2015 a 2018. V roce 2019 se Abú Dhabí Tour spojila s dalším etapovým závodem Dubai Tour a vznikl tak nový etapový závod UAE Tour.

## Historie
První ročník byl součástí UCI Asia Tour na úrovni 2.HC. Závod se původně konal v říjnu jako jeden z posledních závodů sezóny a zabíral místo po zrušeném závodu Tour of Beijing. Závod byl organizován společností RCS Sport, která také organizuje Giro d'Italia.
Třetí ročník závodu byl přidán do UCI World Tour a konal se na začátku sezóny v únoru.
V roce 2019 byla Abú Dhabí Tour spojena s Dubai Tour a vznikl tak nový sedmidenní etapový závod UAE Tour.

## Seznam vítězů
| Rok  | Země        | Jezdec             | Tým               |
| ---- | ----------- | ------------------ | ----------------- |
| 2015 | Kolumbie    | Esteban Chaves     | Orica–GreenEDGE   |
| 2016 | Estonsko    | Tanel Kangert      | Astana            |
| 2017 | Portugalsko | Rui Costa          | UAE Team Emirates |
| 2018 | Španělsko   | Alejandro Valverde | Movistar Team     |